# بدع بنت سعود
بدع بنت سعود (عربی: بِدَع بِنْت سُعُوْد) یک محوطه باستانی در منطقه شرقی امارت ابوظبی در امارات متحده عربی است. این محوطه شامل گورستان‌هایی متعلق به دوره حفیت، سامانه‌های آبیاری عصر آهن و بقایایی کمیاب از بنای عصر آهن است که گمان می‌رود مرکز توزیع آب از دو افلج (سامانه آبراه‌های زیرزمینی و سطحی) بوده است. این محوطه به‌عنوان میراث جهانی ثبت شده است و برخی از یافته‌های آن در موزه ملی العین نگه‌داری می‌شود.